# Аналогове моделювання
Аналоговий метод математичного моделювання, аналогове моделювання (рос. метод математического моделирования аналоговый; англ. analog method of mathematical simulation, нім. Analog-Methode f der mathematischen Modellierung (Analog-Modellierung f) — метод розв'язування математичних рівнянь математичного моделювання, який базується на подібності явищ і процесів різної фізичної природи, тобто на широкій фізичній аналогії. Можна назвати аналогії між полями фільтрації рідини (закон Дарсі), електричним полем у провідному середовищі (закон Ома), електричним у діелектрику (закон індукції), магнітним (закон магнітної індукції) і температурним (основне рівняння теплопровідності).
Моделювання аналогове, один з найважливіших видів моделювання, заснований на аналогії (у точніших термінах — ізоморфізмі ) явищ, що мають різну фізичну природу, але описуваних однаковими математичними (диференціальними алгеброю або якими-небудь іншими) рівняннями. Тобто воно ґрунтується на аналогії (схожості за деякими ознаками) процесів і явищ, що мають різну фізичну природу, але описуються однаковими за виглядом рівняннями, логічними схемами тощо, тобто однаковими математичними моделями. Це дає можливість вивчати одні явища замінюючи їх моделями зовсім інших, доступніших за деяких конкретних умов.

## Відомості.
Найбільш відомі приклади аналогового моделювання:
- вивчення механічних коливань за допомогою математичних моделей електричних кіл і навпаки;
- дослідження рухів повітряних мас за допомогою таких самих рухів рідин;
- вивчення характеристик поля тяжіння за допомогою відповідних характеристик електростатичного поля.

Відмітимо, що в обох типах матеріального моделювання моделі є деяким матеріальним втіленням об'єкту-оригіналу і завжди пов'язані з ним своїми геометричними, фізичними або іншими характеристиками. До того ж і саме дослідження - натурний експеримент - пов'язане з матеріальною дією на модель. Від матеріального моделювання принципово відрізняється моделювання ідеальне, що ґрунтується не на матеріальній аналогії об'єкту й моделі, а на аналогії ідеальній, уявній. Воно виникає в людській свідомості й існує в ній. Ідеальна модель може існувати в уяві однієї окремої людини, групи людей або суспільства. Ідеальне моделювання має теоретичний, абстрактний характер. Розглядають два типи ідеального моделювання: інтуїтивне і знакове.

## Аналогове моделювання в акустиці.
Конкретизована класифікацій методів аналогового і квазіаналового моделювання, застосовуваних для прогнозування стану акустичної безпеки об'єктів, що захищаються подано в таблиці: 
| Групи         | Способи реалізації                                |
| ------------- | ------------------------------------------------- |
| Пневматичні   | Заміна звуку витіканням газу(диму)                |
| Оптичні       | Заміна звуку світлом (видимого діапазону)         |
| Теплові       | Заміна звуку ІЧ випромінюванням                   |
| Радіохвилевий | Заміна звуку радіохвилями                         |
| Вихреструмові | Заміна звуку рухом електрично заряджених частинок |
| Гідравлічні   | Заміна звуку витіканням рідини                    |

Аналогове моделювання стосовно акустики означає заміну звуку іншим моделюючим середовищем; при цьому також повинні дотримуватися вимоги подібності.  Найбільш старим з такого роду способів є моделювання на плоских водяних моделях за допомогою поверхневих хвиль — так званий метод «хвильових брижів»  Щоб забезпечити досить близьку аналогію між простими гармонійними брижами, глибина повинна бути більше 1/2 довжини брижі. Недолік методу — швидке загасання брижі, можливість одержати тільки плоске зображення, ні про яку кількісну оцінку не може бути й мови.
Інша спроба замінити розповсюдження звуку витіканням якоїсь речовини пропонує застосувати дим як хвильове середовище . Тут можливо одержати не тільки плоске, а й просторове розповсюдження випромінювання, що моделюється, дим добре візуалізується, — але аналогія між звуком та димом в повітрі дуже мала, розповсюдження диму більш статичне, і така аналогова модель просто не витримує критики.
Такі оригінальні, але практично не застосовані спроби знайдення аналогії між звуком та якимось іншим середовищем наводяться для того, щоб показати, що пошук такої аналогії проводився з давніх часів, та займав розум багатьох вчених.
Відомі спроби моделювання звукових хвиль електромагнітним способом (розподіл часток металевого порошку в магнітному полі, що відповідає звуковому полю), але практичного застосування цей спосіб не одержав через його технічну складність при здійсненні.
Моделювання оптичними методами засновано на імітація джерела звуку джерелом світла і заміну виміру рівня звуку виміром освітленості в контрольних точках моделі досліджуваного об'єкта. Перевагою такого троду моделювання є те, що розподіл світла на моделі значно легше зафіксувати, аніж розподіл звуку.
Єдиним реальним зразком апробованих, налагоджених, впорядкованих пристроїв щодо моделювання процесів розповсюдження звуку оптичними методами є так званий пристрій для візуалізації картини зашумованості міської забудови що є поданий в <Абракитов "Устройство для визуализации зон зашумлености на територии городской застройки">

### Роль моделювання при вивченні шкідливого впливу об'єктів техніки на людину.
Моделювання в тому числі і аналогове може бути застосоване при вирішенні наступних завдань охорони праці:
- прогнозування, картографування, оцінка шумового режиму на об'єкті, що захищається;
- вивчення шляхів оптимізації шумового режиму на об'є'кті, що захищається, шляхом підбору різних варіантів шумозахисних заходів і засобів, їхніх конструктивних параметрів.
- розробка вдосконалених конструкцій засобів бородьби із шумом

## Квазіаналогове моделювання
Квазіаналогове моделювання- один із методів математичного моделювання,що полягає в дослідженні не досліджуваного явища, а явища або процесу іншої фізичної природи, яке описується співвідношеннями, еквівалентними відносно отримуваних результатів.

## Приклад.
За формулою
{\displaystyle {\frac {1}{Z}}={\frac {1}{X}}+{\frac {1}{Y}}}
де {\displaystyle Z} - шукана величина, можна знаходити:
- загальний опір {\displaystyle R=Z}  двох паралельно сполучених провідників опорами {\displaystyle R_{1}=X}  і {\displaystyle R_{2}=Y} ;
- фокусну відстань {\displaystyle F=Z}  тонкої лінзи, якщо відомі відстань 
{\displaystyle d=X}  від лінзи до світної точки, і відстань {\displaystyle f=Y}  від лінзи до зображення;
- час {\displaystyle t=Z} загального виконання деякої роботи двома виконавцями за умови, що один з них здатний виконати усю роботу за час 
{\displaystyle t_{1}=X}, а другий - за час {\displaystyle t_{2}=Y};
- час {\displaystyle t=Z} руху пасажира на рухливому ескалаторі метро, якщо цей пасажир долає східці нерухомого ескалатора за час {\displaystyle t_{1}=X}, а сам ескалатор переміщає нерухомого пасажира за час {\displaystyle t_{2}=Y}.
Це означає, що, склавши електричне коло з двома змінними резисторами (наприклад, реостатами), сполученими паралельно, ми зможемо розв'язати будь-яку із згаданих вище задач. Аби тільки в нас була можливість визначати опір кожного з резисторів та їхній загальний опір. До речі, поміркуйте, як це можна зробити практично, і при нагоді обов'язково проведіть такий експеримент у фізичному кабінеті. Тоді ви отримаєте можливість зрозуміти основний принцип роботи аналогових обчислювальних машин (АОМ), в яких опрацювання інформації відбувається за допомогою спеціально підібраних фізичних процесів, які моделюють закономірність, що вивчається. Як правило, такими виявляються процеси в електричних колах (як у нашому прикладі), пневматичних пристроях тощо. Ще однією особливістю аналогового моделювання й АОМ є робота не з дискретними, а з неперервними (аналоговими) сигналами.